# Asbecesta rufobasalis
Asbecesta rufobasalis es un insecto coleóptero de la familia Chrysomelidae. Fue descrita científicamente por primera vez en 1903 por Jacoby.